# Нандаль (Іран)
Нандаль (перс. ناندل) — село в Ірані, у дегестані Ларіджан-е Софла, у бахші Ларіджан, шагрестані Амоль остану Мазендеран. За даними перепису 2006 року, його населення становило 315 осіб, що проживали у складі 90 сімей.

## Клімат
Середня річна температура становить 8,04 °C, середня максимальна – 23,87 °C, а середня мінімальна – -8,30 °C. Середня річна кількість опадів – 228 мм.
| Клімат поселення                              | Клімат поселення | Клімат поселення | Клімат поселення | Клімат поселення | Клімат поселення | Клімат поселення | Клімат поселення | Клімат поселення | Клімат поселення | Клімат поселення | Клімат поселення | Клімат поселення | Клімат поселення |
| Показник                                      | Січ.             | Лют.             | Бер.             | Квіт.            | Трав.            | Черв.            | Лип.             | Серп.            | Вер.             | Жовт.            | Лист.            | Груд.            |                  |
| Середній максимум, °C                         | 0,75             | 1,63             | 4,74             | 11,60            | 16,72            | 20,82            | 23,87            | 23,63            | 20,12            | 14,63            | 8,84             | 3,78             |                  |
| Середня температура, °C                       | −3,78            | −2,88            | 0,22             | 7,08             | 12,21            | 16,30            | 19,27            | 19,05            | 15,54            | 10,04            | 4,25             | −0,81            |                  |
| Середній мінімум, °C                          | −8,3             | −7,41            | −4,3             | 2,56             | 7,69             | 11,78            | 14,69            | 14,47            | 10,96            | 5,46             | −0,33            | −5,39            |                  |
| Норма опадів, мм                              | 24               | 27               | 41               | 31               | 28               | 9                | 7                | 4                | 4                | 16               | 17               | 20               |                  |
| Середньомісячна швидкість вітру, м/с          | 1.52             | 2.19             | 2.72             | 2.84             | 2.09             | 1.91             | 1.74             | 1.58             | 1.72             | 1.79             | 1.90             | 1.56             |                  |
| Середньомісячна сонячна радіація, кДж/м²·день | 9174             | 11733            | 14337            | 17691            | 21136            | 24696            | 24306            | 22370            | 19337            | 14317            | 10720            | 8724             |                  |
| --------------------------------------------- | ---------------- | ---------------- | ---------------- | ---------------- | ---------------- | ---------------- | ---------------- | ---------------- | ---------------- | ---------------- | ---------------- | ---------------- | ---------------- |
| Джерело:                                      |                  |                  |                  |                  |                  |                  |                  |                  |                  |                  |                  |                  |                  |